# Falsas esperanzas
Falsas esperanzas – piosenka latin-popowa stworzona przez Jorge’a Luisa Piloto na hiszpańskojęzyczny album studyjny amerykańskiej wokalistki Christiny Aguilery pt. Mi Reflejo (2000). Wyprodukowany przez Rudy’ego Péreza, utwór wydany został jako piąty i finalny singel promujący krążek dnia 2 lipca 2001 roku.
„Falsas esperanzas” wydano w postaci niskonakładowego singla promocyjnego. Krytycy wydali utworowi pozytywne recenzje. Chwalono przebojowość piosenki oraz jej widowiskowy potencjał. Jeden z opiniodawców uznał, że „nagranie bardziej czerpie z autentycznej muzyki latynoskiej niż ze współczesnych, mainstreamowych odpowiedników tego gatunku, takich jak przeboje ‘Livin’ la vida loca' w wykonaniu Ricky’ego Martina”. Utwór notowany był na listach przebojów w jedenastu państwach. Objął szczyt notowań w Chile, Wenezueli i Kostaryce, a także plasował się na niższych pozycjach list w takich krajach, jak Meksyk, Holandia, Hiszpania, Japonia czy Argentyna. W lutym 2001 Aguilera wystąpiła na 43. ceremonii wręczenia nagród Grammy w Los Angeles; wykonała medley piosenek „Falsas esperanzas” i „Pero me acuerdo de ti”.

## Informacje o utworze
„Falsas esperanzas” jest pierwszym oryginalnym, hiszpańskojęzycznym utworem Christiny Aguilery wydanym jako singel. Pierwsze trzy single z krążka Mi Reflejo – „Genio atrapado”, „Por siempre tú” oraz „Ven conmigo (Solamente tú)”, były latynoskimi odpowiednikami przebojów wokalistki z jej debiutanckiego albumu (kolejno: „Genie in a Bottle”, „I Turn to You”, „Come on Over Baby (All I Want Is You)”), czwarty singel „Pero me acuerdo de ti” stanowił zaś cover szlagiera Lourdes Robles. Jest to dynamiczny utwór latin-popowy, zainspirowany muzyką tropikalną oraz salsą. Melodię stworzono przy udziale takich instrumentów muzycznych, jak róg oraz fortepian. W trakcie sesji nagraniowych w studio na rogu przygrywał jazzman wenezuelskiego pochodzenia Eduardo J. „Ed” Calle, a na fortepianie – Paquito Hechavarria, muzyk z Kuby. Nagranie zarejestrowano pomiędzy lutym a lipcem 2000 roku. Tekst utworu opowiada o relacji damsko-męskiej. Podmiot liryczny (kobieta) jest nieufny wobec nowo poznanej osoby (mężczyzny). Woli nie trzymać się złudnych nadziei (z hiszp. tytuł. „falsas esperanzas”), że jest to osoba, która go ponownie nie skrzywdzi. Zdaniem dziennikarza muzycznego Seana Picolli, wers „no me des, no me digas” („nie dawaj mi, nie mów do mnie”) odzwierciedla zawiłość w związku uczuciowym oraz opór przed miłością. Skala głosu, jaką operuje w utworze Aguilera, to F5 oraz F6. Nagranie, podobnie jak poprzednie single promujące Mi Reflejo, wyprodukował Rudy Pérez. W roku 2008, piosenka, obok „Ven conmigo (Solamente tú)”, znalazła się na latynoamerykańskiej edycji składanki z największymi przebojami Aguilery, Keeps Gettin’ Better – A Decade of Hits. Była też częścią tracklisty albumu kompilacyjnego Christina Aguilera – Greatest Hits (2007), wydanego przez Star Mark w Rosji.

## Wydanie singla
„Falsas esperanzas” miał swoją premierę latem 2001 roku – 2 lipca ukazał się na terenie Hiszpanii, a 3 lipca w Stanach Zjednoczonych. W wielu krajach wydany został w postaci airplayowego singla promocyjnego: w radiu hiszpańskim był sporym hitem. W Niemczech, 17 lipca 2001, opublikowano krążek zawierający dwa remiksy nagrania. Piosenka zyskała znaczną popularność w regionach latynoamerykańskich, gdzie notowana była wysoko na listach przebojów (między innymi pozycje #1 w zestawieniach przebojów singlowych Chile, Kostaryki i Wenezueli). Singel trafił także na listy w Azji – zajmując pięćdziesiąte drugie miejsce w Armenii i dwudzieste siódme w Tokio, a także w Europie – obejmując miejsce piąte w Hiszpanii i czterdzieste siódme w Holandii (właściwie 7. pozycja Tipparade Top 30, notowania stanowiącego rozszerzenie Dutch Top 40). „Falsas esperanzas” notowany był na listach przebojów w jedenastu państwach, na pięciu kontynentach.

## Opinie
Według redaktorów strony internetowej the-rockferry.onet.pl, „Falsas esperanzas” to jedna z czterdziestu najlepszych kompozycji nagranych przez Aguilerę w latach 1997–2010.

### Recenzje
Piosenka zebrała pozytywne recenzje krytyków muzycznych. Kembrew McLeod, dziennikarz piszący dla witryny sonicnet.com, chwalił brzmienie utworu, zwłaszcza „skoczne rytmy” i „chlupoczący dźwięk rogów”, które „wnoszą życie w album Mi Reflejo”. McLeod stwierdził też, że „Falsas esperanzas” jest udanym nagraniem, ponieważ stanowi piosenkę szybką i żwawą, a w takich kompozycjach najlepiej odnajduje się Aguilera. W omówieniu singla dla czasopisma Orlando Sentinel Patty Getelman doszła do wniosku, że „utwór bardziej czerpie z autentycznej muzyki latynoskiej niż ze współczesnych, mainstreamowych odpowiedników tego gatunku, takich jak przeboje ‘Livin’ la vida loca' w wykonaniu Ricky’ego Martina czy 'Mambo No. 5 (A Little Bit of...)' Lou Begi”. David Browne z magazynu Entertainment Weekly uznał, że „Falsas esperanzas” daje Aguilerze pole do „pomrukiwania jak rasowa gwiazda bluesa”. Recenzując płytę Mi Reflejo dla gazety Sun-Sentinel, Sean Picolli wskazał „Falsas esperanzas” jako najlepsze nagranie na trackliście. Według opiniodawcy, piosenka stanowi „przyprawiający o zawrót głowy ‘showstopper’ (z ang. długo oklaskiwany fragment widowiska) rodem z Las Vegas”. Picolli refren singla okrzyknął mianem „wyzywającego”, a także napisał, że Aguilera obdarzona jest „wysoce wykwalifikowaną harmonią”.

## Teledysk

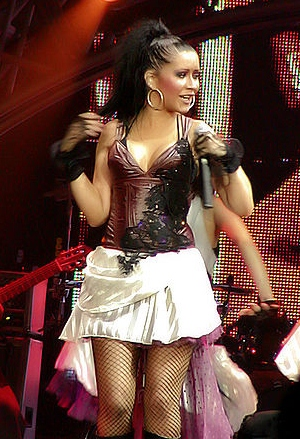
Aguilera wykonuje medley utworów „Contigo en la distancia” oraz „Falsas esperanzas” w trakcie trasy koncertowej Stripped World Tour.

Na wideoklip do utworu składają się materiały nakręcone podczas występu Christiny Aguilery na żywo w programie telewizyjnym stacji ABC. Zrealizowano je pod koniec 2000 roku w Los Angeles. Klip, wyreżyserowany przez Lawrence’a Jordana (odpowiedzialnego również za reżyserię teledysku do singla „Christmas Time”), wydano na koncertowym albumie DVD My Reflection (2001), opublikowanym w Stanach Zjednoczonych. Choreografię do klipu stworzyła Tina Landon.

## Promocja i wykonania koncertowe
Utwór stał się motywem przewodnim sekwencji rozpoczynającej meksykańską telenowelę Como en el cine (prod. stacja TV Azteca). 20 stycznia 2001 wokalistka była gwiazdą imprezy Caracas Pop Festival. W ramach koncertu, odbywającego się w stolicy Wenezueli, wykonała w sumie dwanaście piosenek, w tym „Falsas esperanzas”. W drugiej połowie lutego 2001 Aguilera wystąpiła na 43. ceremonii wręczenia nagród Grammy w Staples Center w Los Angeles, wykonując medley piosenek „Pero me acuerdo de ti” i „Falsas esperanzas”.
Aguilera prezentowała „Falsas esperanzas” podczas dwóch swoich tras koncertowych: Latin American Tour 2001 oraz Stripped World Tour (2002). W trakcie pierwszej wykonywała zarówno utwory z debiutanckiego albumu, jak i hiszpańskojęzyczne odpowiedniki swych największych przebojów z krążka Mi Reflejo, a także pochodne z niego „Falsas esperanzas” i „Pero me acuerdo de ti”. Drugie tournée, choć na celu miało przede wszystkim promocję kompozycji pochodzących z albumu Stripped, w swym planie uwzględniało również wykonanie medley utworu omawianego oraz „Contigo en la distancia”.

## Listy utworów i formaty singla
Singel promocyjny
1. „Falsas esperanzas” (Album Version) – 2:57
2. „Falsas esperanzas” (Dance Radio Mix) – 3:26
3. „Falsas esperanzas” (Spanish Dance Club Mix) – 5:24
4. „Falsas esperanzas” (Tropical Mix) – 3:10
5. „Falsas esperanzas” (Strictly for Deejays Mix) – 7:07

Niemiecki remiksowy singel CD
1. „Falsas esperanzas” (Album Version) – 2:57
2. „Falsas esperanzas” (Dance Radio Mix) – 3:26
3. „Falsas esperanzas” (Tropical Mix) – 3:10

## Twórcy
- Główne wokale: Christina Aguilera
- Producent: Rudy Pérez
- Autor: Jorge Luis Piloto
- Mixer: Bruce Weeden

## Pozycje na listach przebojów
| Kraj/region | Notowanie (2000/2001)  | Wydawca                     | Najwyższa pozycja |
| ----------- | ---------------------- | --------------------------- | ----------------- |
| Argentyna   | Top 100 Airplay        | IFPI                        | 11                |
| Argentyna   | Top 100 Singles        | IFPI                        | 31                |
| Armenia     | Official Singles Chart | IFPI                        | 52                |
| Chile       | Top 100 Singles        | Nielsen Chile/IDERE/Monitec | 1                 |
| Hiszpania   | Maxi Singles Sales     | PROMUSICAE                  | 5                 |
| Hiszpania   | Top 40 Airplay         | PROMUSICAE/Music & Media    | 18                |
| Hiszpania   | Top 50 Singles         | PROMUSICAE                  | 15                |
| Holandia    | Tipparade Top 30       | MegaCharts                  | 7                 |
| Japonia     | Official Airplay Chart | Oricon                      | 41                |
| Kostaryka   | Top 40 Singles         | IFPI                        | 1                 |
| Meksyk      | Official Singles Chart | IFPI                        | 4                 |
| Peru        | Top 100 Singles        | IFPI                        | 11                |
| Tokio       | Hot 100 Singles        | J-Wave                      | 27                |
| Urugwaj     | Top 50 Singles         | IFPI                        | 5                 |
| Wenezuela   | Official Singles Chart | IFPI                        | 9                 |